# Tagucsi Josinori
Tagucsi Josinori (Szaitama, 1965. szeptember 14. –) japán válogatott labdarúgó.

## Nemzeti válogatott
A japán válogatott tagjaként részt vett az 1988-as Ázsia-kupán.